# Hedpärlemorfjäril
Hedpärlemorfjäril, Fabriciana niobe, är en fjärilsart som beskrevs av Carl von Linné, 1758 eller 1761. Hedpärlemorfjäril ingår i släktet Fabriciana och familjen praktfjärilar, Nymphalidae. Arten förekommer på torrare ängsmarker. Sådana marker försvinner alltmer, framför allt i Europa, varför den minskat på många håll. Arten är reproducerande i både Sverige och Finland. Enligt den svenska rödlistan är arten sårbar, VU i Sverige, medan den i Finland liksom i Europa som helhet är bedömd som livskraftig, LC. I Belgien är den helt försvunnen.

## Utseende
Vingspannet varierar mellan 41 och 52 millimeter. Hanen och honan är relativt lika varandra, förutom att hanen är rödgul och honan är gulbrun på ovansidan. Ovansidan är mönstrad med brunsvarta fläckar, både runda och mer oregelbundna. Ytterkanten är brunsvart och innanför kanten finns en tandad brunsvart linje. På undersidan är framvingen ljusare orange med strödda brunsvarta fläckar. Framhörnet är mönstrat med gula och ljusare bruna fält.
Larven är mörkbrun med ljusare och mörkare längsgående ränder. Huvudet är orangebrunt. Larven är försedd med taggar och blir upp till 40 millimeter lång.

## Levnadssätt
Flygtiden, den period när fjärilen är imago, infaller i juni-juli. Under flygtiden parar sig fjärilarna och honan lägger äggen på lavar. Larven växer sig kläckningsfärdig inuti ägget, men ägget kläcks inte förrän på våren året därpå. I närheten av de lavar där äggen lades finns larvens värdväxter, som är de växter den lever på och äter av. Hedpärlemorfjärilens värdväxter är olika arter i violsläktet, viola ofta anges styvmorsviol, Viola tricolor och ängsviol, Viola canina. 
Efter ungefär två månaders ätande är larven fullväxt och då förpuppas den. Puppstadiet varar i 2-3 veckor och därefter kläcks den fullbildade fjärilen och en ny flygtid börjar.

### Habitat
Hedpärlemorfjärilens livsmiljö är torrare ängsmarker som hedar och klippig mark. I vissa delar av fjärilens utbredningsområde (se nedan), bland annat i Europa, minskar den typen av mark vilket innebär att fjärilens värdväxter minskar i antal och därmed blir det mindre föda åt larverna och det totala antalet fjärilar minskar. På grund av detta finns den med på olika länders rödlistor, som sårbar (VU) i Sverige, akut hotad (CR) i Tyskland, starkt hotad (EN) i Nederländerna och försvunnen (RE)  i Belgien. I Europa som helhet är den ändå betraktad som livskraftig, LC.

## Utbredning
Hedpärlemorfjärilens utbredningsområde sträcker sig från centrala och södra Europa genom Kaukasus, västra och södra Sibirien och Centralasien till Korea. I Norden finns den längs Finlands sydkust, lokalt vid Vänern och längs kusterna i södra och sydöstra Sverige, i sydöstligaste Norge samt längs Danmarks västkust och på Jylland.

## Systematik
Denna art placerades tidigare i släktet Argynnis men underläktet   Fabriciana har tillsammans med Speyeria brutits ur och blivit egna släkten. Cataloge of Life listar 48 underarter.

### Underarter
- Fabriciana niobe alpiumlaranda (Verity, 1929)
- Fabriciana niobe alpiumlata (Verity, 1929)
- Fabriciana niobe alpiumsisenna (Verity, 1929)
- Fabriciana niobe alpiumstricta (Verity, 1929)
- Fabriciana niobe altapyrenaea (Verity, 1933)
- Fabriciana niobe altonevadensis (Reisser, 1927)
- Fabriciana niobe ancyrensis (Rebel, 1933)
- Fabriciana niobe apenninica Verity, 1914
- Fabriciana niobe auresiana (Turati, 1909)
- Fabriciana niobe austriaca (Verity, 1929)
- Fabriciana niobe cebennica (Verity, 1929)
- Fabriciana niobe changaica Reuss, 1922
- Fabriciana niobe chinensis Belter, 1931
- Fabriciana niobe cleodaxa (Esper, 1785)
- Fabriciana niobe cloppenburgi Reuss, 1921
- Fabriciana niobe cornuta (Reuss, 1922)
- Fabriciana niobe diocletiana (Stauder, 1911)
- Fabriciana niobe elisa (Godart, 1823)
- Fabriciana niobe erisoides (Pictet, 1930)
- Fabriciana niobe erispallida (Collier, 1933)
- Fabriciana niobe gigantea (Staudinger, 1871)
- Fabriciana niobe hassani Weiss, 1979
- Fabriciana niobe infraargentea Lempke, 1956
- Fabriciana niobe infragrisea Lempke, 1956
- Fabriciana niobe infrapallida Lempke, 1956
- Fabriciana niobe infrapupillata Lempke, 1956
- Fabriciana niobe jainadeva (Moore, 1864)
- Fabriciana niobe kuhlmanni (Seitz, 1908)
- Fabriciana niobe kurana (Wyatt & Omoto, 1966)
- Fabriciana niobe laranda (Fruhstorfer, 1910)
- Fabriciana niobe meridionalis (Schawerda, 1916)
- Fabriciana niobe nigropunctata Lempke, 1956
- Fabriciana niobe orientalis (Alphéraky, 1882)
- Fabriciana niobe ornata (Staudinger, 1901)
- Fabriciana niobe ovalis Lempke, 1956
- Fabriciana niobe philistra (Seitz, 1908)
- Fabriciana niobe pinguis Verity, 1919
- Fabriciana niobe pyrenaea (Verity, 1933)
- Fabriciana niobe rubida Verity, 1914
- Fabriciana niobe sequanica (Varin, 1945)
- Fabriciana niobe shiva (Wyatt & Omoto, 1966)
- Fabriciana niobe sicula Ragonot, 1920
- Fabriciana niobe sisenna (Fruhstorfer, 1910)
- Fabriciana niobe steckei (Vogt, 1921)
- Fabriciana niobe superlata (Gaillard)
- Fabriciana niobe taura (Röber, 1896)
- Fabriciana niobe tekkensis (Christoph, 1893)
- Fabriciana niobe transversa Lempke, 1956